# Nabu-shuma-ukin I
Nabû-šuma-ukin I (<<Nabu ha establecido descendencia legítima>>), fue el quinto rey de una secuencia, conocida como Dinastía de E, posiblemente una mezcla de dinastías, que gobernó Babilonia durante la Edad de Hierro temprana. La duración exacta de su reinado es desconocida, pero probablemente fue al comienzo del siglo IX a. C.. Su gobierno marca un resurgimiento temporal de Babilonia, que siguió con su hijo, Nabu-apla-iddina y los dos reyes siguientes, durante cuatro generaciones.
Se desconocen las circunstancias de su ascensión, así como las relaciones con su predecesor. El comienzo de su reinado estuvo marcado por la guerra con Asiria, cuando Adad-nirari II emprendió su segunda campaña y, supuestamente le derrotó, según la versión asiria, que afirma el saqueo de varias ciudades, y la obtención de un gran botín. El resultado puede no haber sido tan unilateral, ya que la frontera asirio-babilónica fue movida hacia el norte, hacia la cuenca del Pequeño Zab.
En contraste, sus relaciones posteriores con Adad-Nirari y con el sucesor asirio, Tukulti-Ninurta II, fueron buenas, estableciendo una entente cordial, e intercambiando hijas en matrimonio. Sin embargo, la Crónica sincrónica es demasiado fragmentaria aquí para asegurar un extenso período de relaciones pacíficas.